# Lista över ledamöter av Ålands lagting 2015–2019
Lista över ledamöter av Ålands lagting, mandatperioden 2015-2019.

## Liberalerna på Åland
- Pernilla Söderlund[1]
- Mikael Staffas[2]
- Roger Eriksson[3]
- Torsten Sundblom[4]
- Viveka Eriksson[5]
- John Holmberg[6]
- Ingrid Johansson[7]

## Åländsk Center
- Britt Lundberg[8]
- Jörgen Pettersson[9]
- Mikael Lindholm[10]
- Harry Jansson[11]
- Runar Karlsson[12]
- Roger Nordlund[13]
- Veronica Thörnroos[14]

## Obunden samling
- Bert Häggblom[15]
- Lars Häggblom[16]
- Fredrik Fredlund[17]

## Ålands socialdemokrater
- Igge Holmberg[18]
- Göte Winé[19]
- Sara Kemetter[20]
- Tony Wikström[21]
- Carina Aaltonen[22]

## Moderat Samling för Åland
- Johan Ehn[23]
- Petri Carlsson[24]
- Annette Holmberg-Jansson[25]
- Gun-Mari Lindholm[26]
- Tage Silander[27]

## Ålands framtid
- Axel Jonsson[28]
- Brage Eklund[29]

## Åländsk demokrati
- Stephan Toivonen[30]